# Grupo Globomedia
El Grupo Globomedia fue un holding de comunicación español activo también en Iberoamérica y con presencia en Europa y Estados Unidos. Nació en 1995 bajo el nombre de Grupo Árbol con la fusión de las productoras audiovisuales Globomedia (España) y Promofilm (Argentina). También integran el Grupo, entre otras empresas, la consultora audiovisual GECA, el sello discográfico Globomedia Música, la productora Hostoil, la distribuidora Imagina International Sales y la empresa técnica Adisar Media. Poseía oficinas en Argentina, Colombia, Brasil y EE. UU. 
En 2006 el Grupo Árbol ultima su fusión con Mediapro y con la multinacional de publicidad británica WPP. La nueva empresa resultante de la fusión, Imagina Media Audiovisual, pasa a ser líder de la producción audiovisual de España y uno de los líderes del mercado europeo. En 2009, el Grupo Árbol cambia su denominación a Grupo Globomedia para aprovechar la imagen de la marca Globomedia en el mercado audiovisual.
En 2016 fue absorbida por Mediaproducción S.L.